# Вулкана-Бей
Вулкана-Бей (рум. Vulcana-Băi) — село у повіті Димбовіца в Румунії. Адміністративний центр комуни Вулкана-Бей.
Село розташоване на відстані 90 км на північний захід від Бухареста, 17 км на північ від Тирговіште, 149 км на північний схід від Крайови, 67 км на південь від Брашова.

## Населення
За даними перепису населення 2002 року у селі проживали 1440 осіб, усі — румуни. Рідною мовою 1439 осіб (99,9%) назвали румунську.